# Golesz
Golesz este o arie protejată (sit de importanță comunitară — SCI) din Polonia întinsă pe o suprafață de 260,85 ha, integral pe uscat.

## Localizare
Centrul sitului Golesz este situat la coordonatele 49°46′51″N 21°26′39″E / 49.7809°N 21.4441°E.

## Înființare
Situl Golesz a fost declarat sit de importanță comunitară în octombrie 2009 pentru a proteja un număr necunoscut de specii din flora spontană și fauna sălbatică aflate în arealul zonei.

## Biodiversitate
Situată în ecoregiunea continentală, aria protejată conține 5 habitate naturale: Peșteri inaccesibile publicului, Păduri de fag Luzulo-Fagetum, Păduri de fag Asperulo-Fagetum, Păduri de stejar și carpen Galio-Carpinetum, Păduri aluvionare cu Alnus glutinosa și Fraxinus excelsior (Alno-Padion, Alnion incanae, Salicion albae).
La baza desemnării sitului se află un număr nedeclarat de specii protejate.